# 百度参り

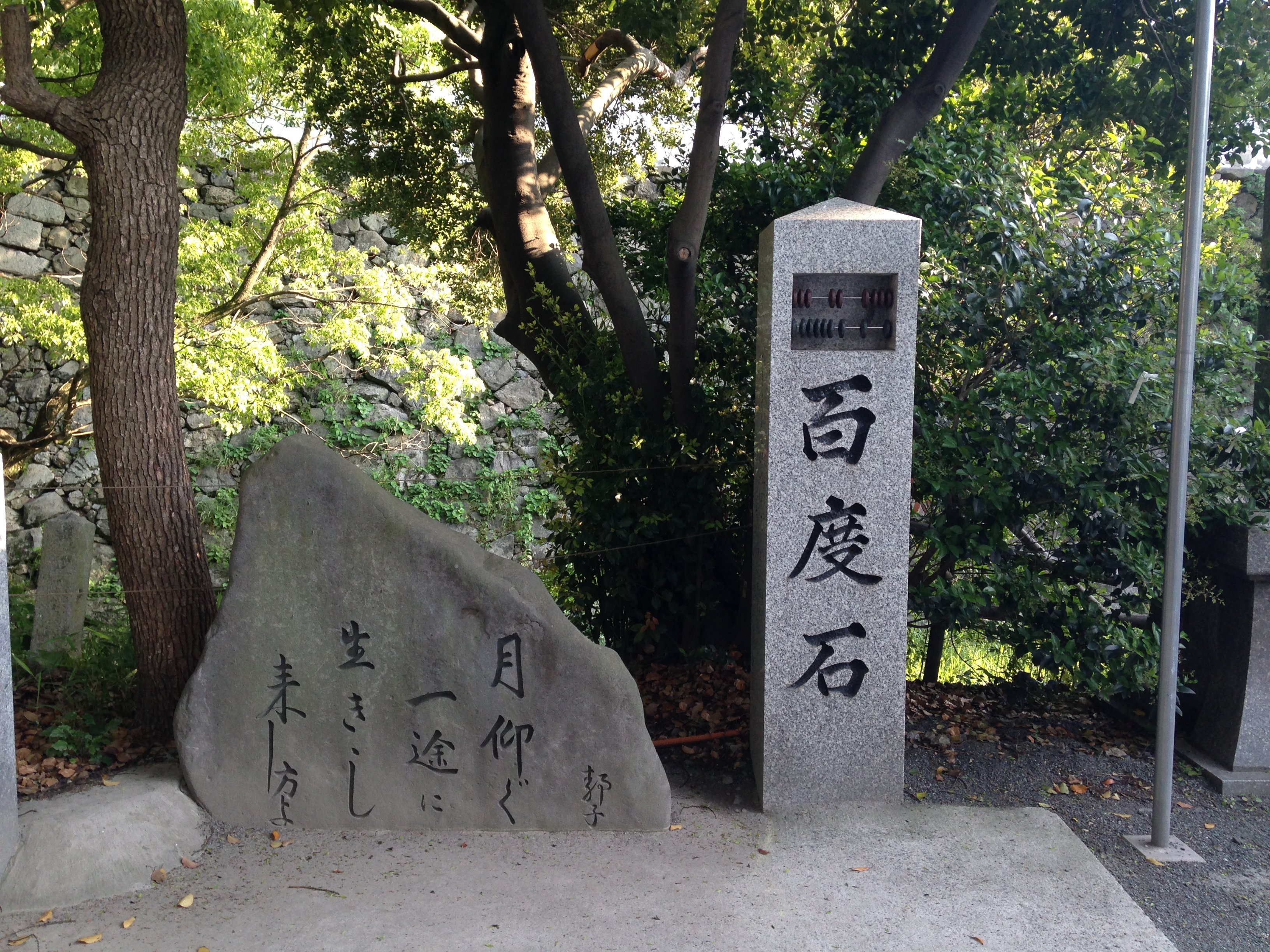
上部に数え玉が付いている百度石
（八坂神社・福岡県北九州市）

百度参り（ひゃくどまいり）は、日本の民間信仰で、神仏に祈願するために同一の社寺に百度参拝することである。お百度（おひゃくど）ともいう。

## 概要
百度参りの祈願の内容は、多くは個人的なものであり、その内容が切実なものである場合に、一度の参拝ではなく何度も参拝することでより、心願が成就するようにと願ったものである。
元は、近くの氏神神社や有名な社寺に、百日間毎日参拝するというもので、これを百日詣という。それが簡略化され、また、百日もかけていられない急を要する祈願があって、一日に百度参るという形で百日詣の代わりとするようになった。『吾妻鏡』などの記述から、鎌倉時代初期には百度参りがあったことがわかる。すなわち、『吾妻鏡』には、文治5年8月10日（西暦1189年）、奥州追討の祈祷のために、御台所御所中の女房数輩に鶴ヶ岡に百度参りをさせ、また、仁治2年7月6日（西暦1241年）、北条氏が鶴ヶ岡に百度願をした、とある。また、『平戸記』には、延応2年（仁治元年、西暦1240年）2月11日夜、祇園の社に百度詣をした、とある。

## 方法
百度参りの方法は、社寺の入口から拝殿・本堂まで行って参拝し、また社寺の入口まで戻るということを百度繰り返す。俗にこれを「お百度を踏む」という。
社寺の入口近くに、その目標となる「百度石」という石柱が立てられていることがある。回数を間違えないように、小石やこより、竹串などを百個用意しておいて参拝のたびに拝殿・本堂に1個ずつ置いたり、百度石に備えつけられているそろばん状のもので数を数えたりする。
百度参りは人に見られないように行うとか、裸足で行った方がより効果があるなどとも言われる。

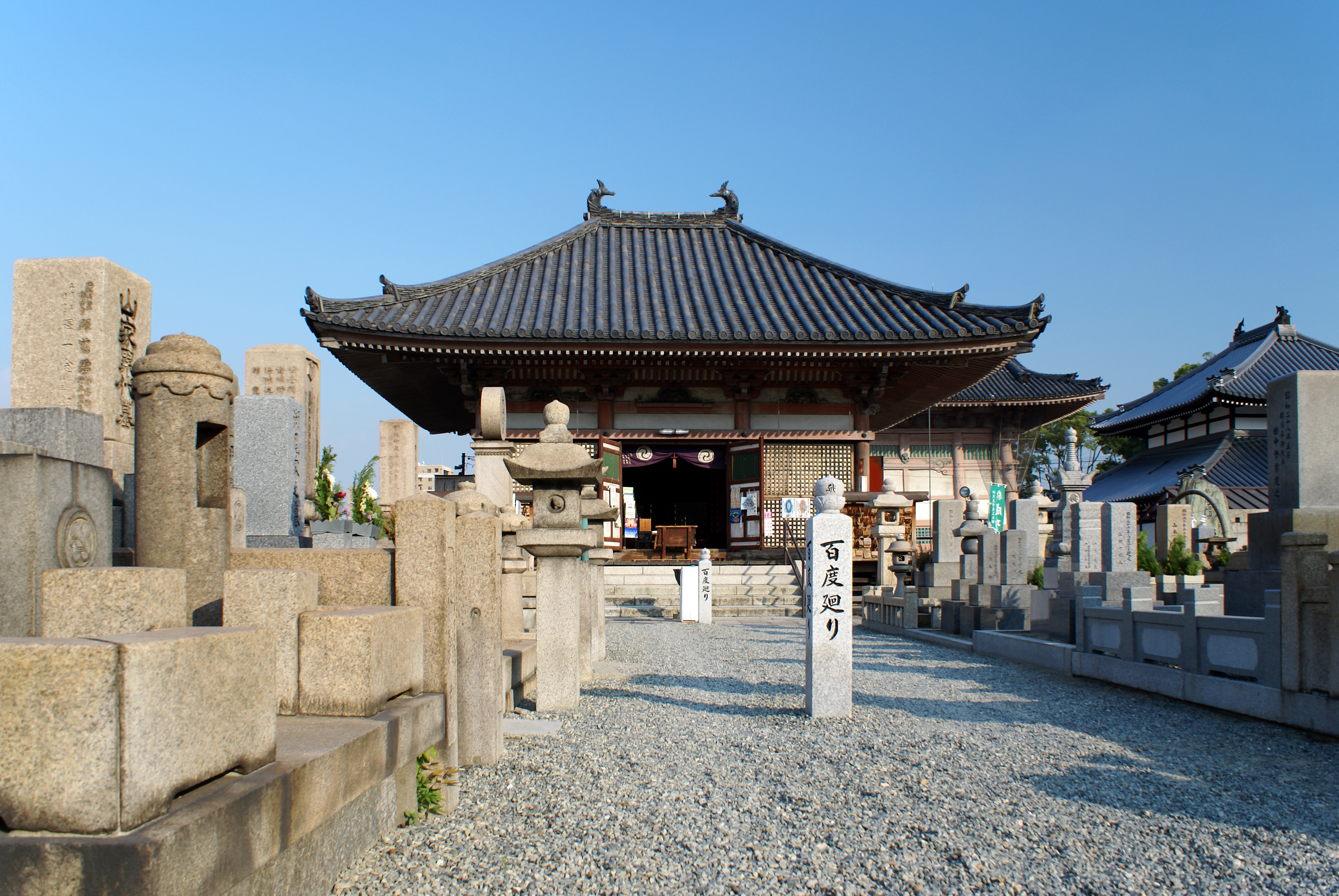
寺院の百度石（四天王寺元三大師堂・大阪市天王寺区）
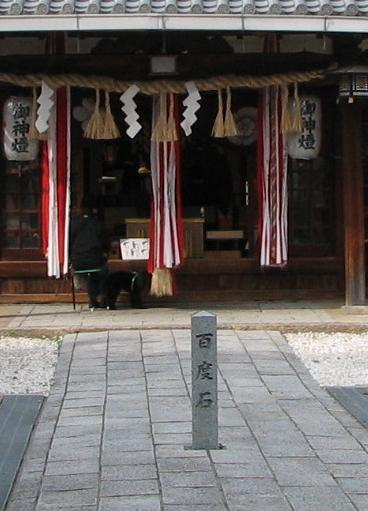
神社の百度石（片埜神社・大阪府枚方市）
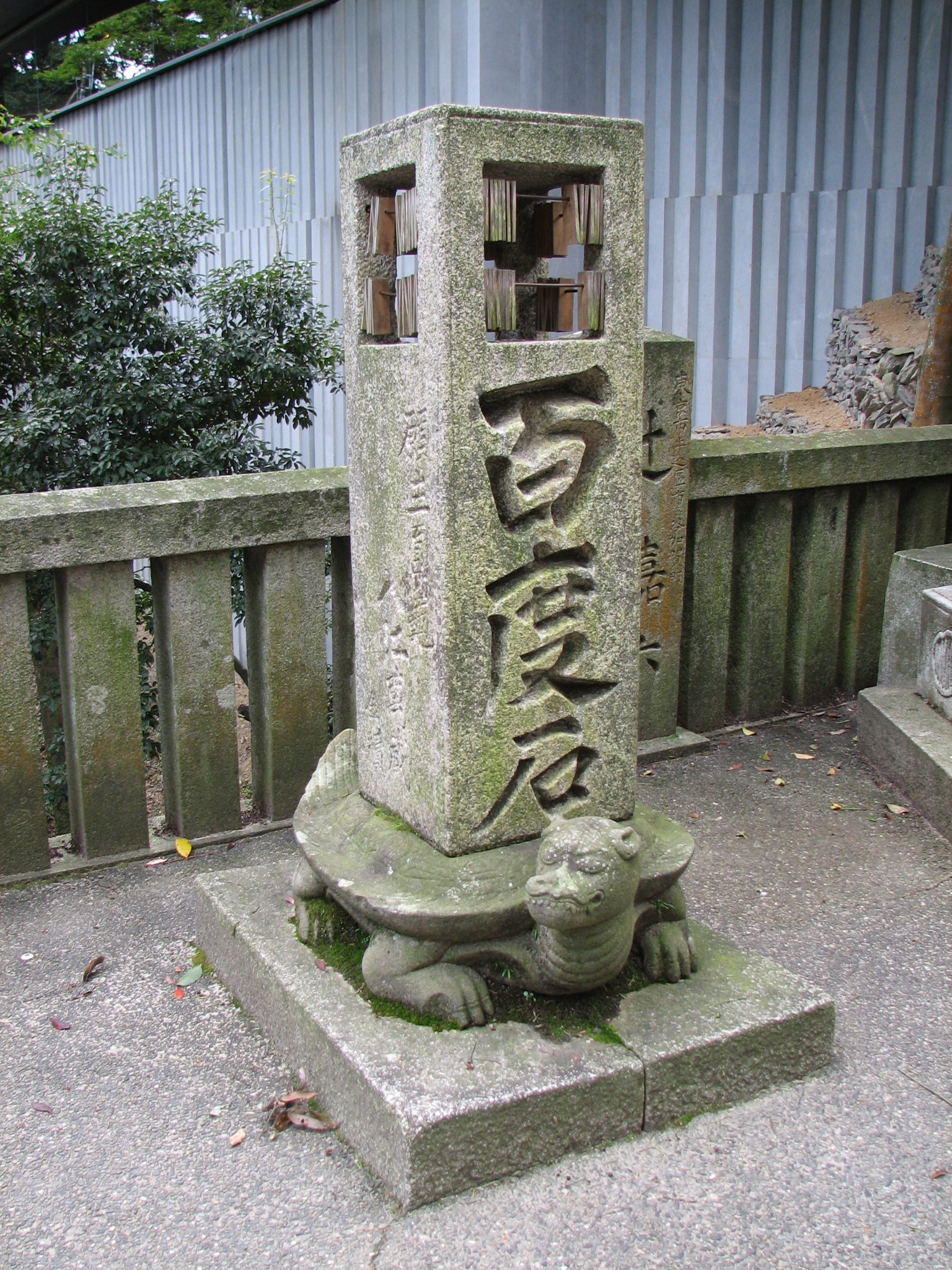
そろばんの付いた百度石（金刀比羅宮・香川県仲多度郡）
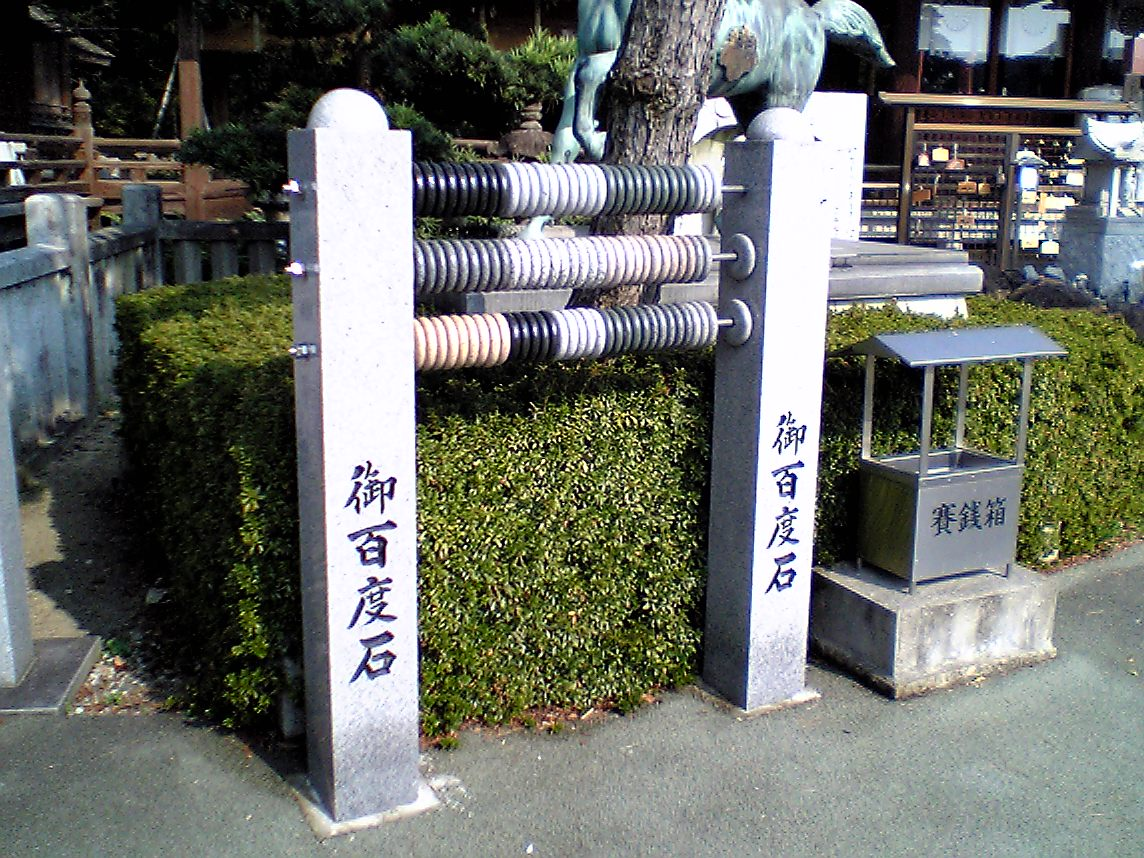
2本造りで大きな百玉そろばんのようにしている百度石（田村神社・香川県高松市）